# علم عمق النفس

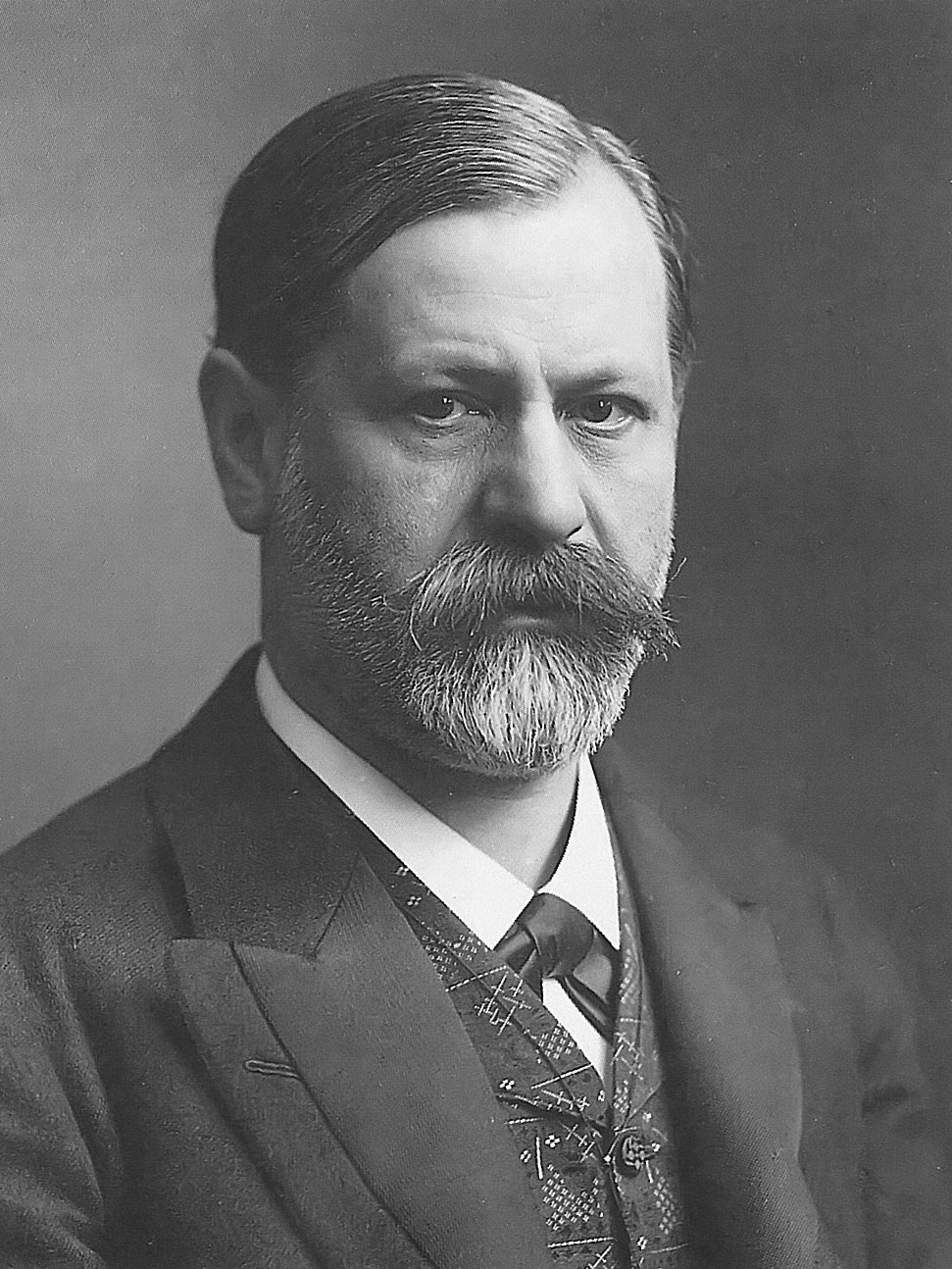

علم عمق النفس (بالإنجليزية: Depth psychology) هو منهج تحليل وبحث نفسي يأخذ لاوعي العقل الباطني بالحسبان. وأصبح يرمز إلى مجموعة من الأبحاث والعلاجات النفسية التي بدأها بيير جانيت، ويليام جيمس و سيغموند فرويد و كارل يونغ. كما يستكشف العلاقة بين الوعي والعقل الباطني ويتضمن علم التحليل النفسي وعلم النفس اليونغي.
في الممارسة، يسعى علم العمق النفسي على استكشاف الدوافع الدفينة التي تؤثر في الإعتلالات النفسية لاعتقاد مريدي الطريقة أن الشفاء هو في جوهر هذا الإستكشاف. وهدف هذا السعي هو استكشاف الطبقات العميقة الكامنة التي تؤثر على السلوكيات والقدرات الإدراكية. يعتبر كارل يونغ بوجود عناصر لاوعي جماعية وأساسية تشكل السياق الذي لا يتغير والتي تعطي معنى للتغيرات الدائرية والمتسلسلة.
في العصر الحديث، هناك ثلاث أفاق تقع ضمن تعريف علم عمق النفس تسمى:
- التحليل النفسي: من رواده ميلاني كلاين و دونالد وينيكوت وتتناول نظرية علاقات الدوافع و الفرودية الجديدة.
- ألأدليرية: علم النفس الشخصي.
- اليونغية: التحليل النفسي اليونغي، علم النفس القياسي.